# 東北熊襲発言
東北熊襲発言（とうほくくまそはつげん）は、1988年（昭和63年）2月28日に、当時の大阪商工会議所会頭だった佐治敬三（当時サントリー社長）が、テレビの生放送中に発した差別発言である。

## 概要

### 発端
1988年（昭和63年）2月28日、TBS系列『JNN報道特集』で、東京からの首都機能移転問題が扱われた。
この中で佐治が以下の発言を行った。
この発言が原因で、サントリーに対し東北地方での不買運動が起こることになった。
熊襲とは、古代の日本において九州南部にいた、朝廷に服属しない勢力を指す名称である。東北地方の反朝廷勢力は蝦夷（えみし）と呼ばれていた。いずれの呼称も、畿内（近畿一円）の立場から征伐される対象として、史書にたびたび登場する。

### 背景
当時は首都機能移転の議論が行われていた時期の一つであり、仙台市を含む南東北3県（宮城県・山形県・福島県）では誘致活動に熱心であった。同じく近畿地方でも新首都誘致の活動が盛り上がっており、にわかに郷土主義的な対立が高まっていた。そうした中で近畿地方の財界人の筆頭による差別発言が行われ、東北地方を中心として強い反発を招いた。
サントリーは本発言以前から美術館やコンサートホールなどを運営するなど、企業メセナに多くの資金を投じ、文化的な企業としての在り方を標榜してきた。こうした文化貢献はオーナー一族出身の社長である佐治の意思で行われていたにもかかわらず、その当人から発せられた特定の地域・文化・民族に対する中傷は矛盾した行為として非難の対象になった。そもそもサントリー自体が日本を代表する大企業の一つであり社会的な影響が大きいことも、発言が重く受け止められる理由になった。

### 抗議
名指しで中傷された仙台市では、サントリー仙台支店に300本以上の抗議電話が殺到し対応に追われた。このほか、秋田県では当時の佐々木喜久治知事の指示で、秋田県共済組合の保養・宿泊施設におけるサントリー製品の仕入れが停止された。
一方、青森県では野辺地町でサントリーの原酒工場の計画が進んでおり、大分県・熊本県との間で誘致を競っていた。北村正哉知事は表立った批判を避けるなど配慮を示し、また地元も工場設置を望む声が引き続き強いなど、東北各県で対応が分かれた。抗議運動に温度差があることについて週刊新潮は「怒ったフリする東北」と題した記事を掲載している。
1988年（昭和63年）3月9日、衆議院予算委員会で沢藤礼次郎衆議院議員（岩手県出身、旧岩手2区選出）は「ここまで言われたのでは東北人のプライドといいますか、大変傷つくのも無理がないわけであります」と発言を批判。一方、奥野誠亮国土庁長官（奈良県出身、旧奈良県全県区選出）は「首都を自分のところへ持っていきたい、その熱望の余りに口が滑ったというふうに受けとめたい」と冷静に受け止める答弁を行った。新野直吉も、東北が文化的な施設や活動が劣っているのは事実で、この発言の誤りは蝦夷と熊襲を混同していることだけだとしている。
九州側では、熊襲と関係する地域が南九州の一部にすぎないうえ、本来の揶揄の対象が東北であったため大規模な抗議は起きず、青森県とサントリーの工場誘致を競っていた北九州の大分県では、地元の経済団体が1988年（昭和63年）7月14日に佐治を招いた講演会を開き、歓迎ムードであったという。その大分県・青森県と誘致を競っていた熊本県の細川護熙知事（細川氏の子孫で後の内閣総理大臣）も、発言に言及しなかった。一方南九州では「熊襲」の言葉にはネガティブな記憶があり、のちの1992年に熊本県球磨郡免田町（現あさぎり町）でクマソ復権運動が起きた。
また、東北地方の全放送局がこの発言を受けてCMの出稿を差し止める事態となり、当時サントリーがスポンサーであった全国ネットの番組（『月9ドラマ』、『火曜サスペンス劇場』、『笑点』、『日曜洋画劇場』など）では東北地方の各ネット局側でサントリーを表示から抜いた提供クレジットに、CM枠は自社の番宣や公共広告機構（現・ACジャパン）にそれぞれ差し替えた。一社提供の『料理天国』は形式上ノンスポンサーで放送した。

### 謝罪
佐治敬三の発言は、大阪商工会議所会頭としてのものだったが、結果として騒動が佐治のオーナー企業であるサントリーへの批判という形で進んだことから、サントリーが謝罪の対応を行なった。当初、佐治自身は、発言の撤回や訂正、謝罪を行わず、副社長に代理で謝罪させるとしていたが、岩手県の中村直知事から「頭を下げて済む問題ではない」と謝罪を拒絶され、青森県においても北村正哉知事から「東北人は（今回の発言で）コンプレックスを感じている」と苦言が呈された。後に佐治自らが各県への謝罪を行う方向へ変更し、3月16日には公式に謝罪を表明した。
佐治の差別発言によるサントリーの企業イメージの悪化はその後もしばらく続いたとされている。2004年（平成16年）にプロ野球に新規参入した東北楽天ゴールデンイーグルスの本拠地球場・宮城球場（仙台市）におけるビール大手4社のスポンサー枠争奪戦では積極的に動き、「スポンサーに参画することが、そうした過去のイメージを払拭するチャンスになり得るとの見方に立てば、我先に動いたのもうなずける」と評されている。